# Guillaume de Pagula
William de Pagula (mort en 1332), aussi désigné par William Paull or William Poull ou en France par Guillaume de Pagula était un théologien et juriste (canoniste) anglais, médiéval (ayant vécu au XIVe siècle).
Il nous est connu par ses œuvres écrites, en particulier son manuel pour les prêtres intitulé Oculus Sacerdotis.
Pagula a été nommé vicaire perpétuel de l'église de Winkfield le 5 mars 1314, bien qu'il ait négligé sa paroisse durant plusieurs années pour poursuivre un doctorat en droit canonique à l'université d'Oxford. Vers 1320, il est revenu se consacrer à sa paroisse, et ses écrits sont ceux de quelqu'un de familier avec le travail d'un prêtre en milieu rural.

Outre Oculus Sacerdotis, Pagula a écrit Summa Summarum, un manuel de droit canon, et Summa Praelatorum, un « ouvrage de référence » pour les prêtres locaux.

Il a également participé à deux speculua principum adressés à Édouard III d'Angleterre qui défendent le droit des sujets royaux à refuser la pourvoirie. Ses écrits, et en particulier l’Oculus Sacerdotis ont été bien reçus, l’Oculus ayant même été décrit comme le meilleur et le plus influent des manuels ecclésiastiques du début de l'époque moderne.

## Biographie
Pagula est probablement né près de Paull (petit village et paroisse littorale) du Yorkshire de l'Est.

Après des études ecclésiastiques, il est confirmé en tant que curé de la paroisse de Winkfield le 5 mars 1314 puis ordonné prêtre le 1er juin par Walter Reynolds dans la cathédrale de Canterbury.

Le 8 mars 1322 il est fait pénitencier du doyenné entourant Reading et en 1323 il est nommé chanoine de l'ancienne cathédrale Saint-Paul de Londres (depuis détruite).

Il meurt en 1332

## Écrits
Ses livres ont tous été écrits dans la décennie 1320, après sa nomination en tant que docteur en droit canonique.
- Summa Summarum, on premier ouvrage est un manule (35 0000 mots) de droit canonique et de théologie en cinq volumes, écrite entre 1319 et 1322[2]. 
Le premier tome traite des sources d'autorité tels que les juges, le second parle des procédures légales, le troisième du clergé, le quatrième du mariage et le cinquième d'infractions pénales. Ce manuel a été publié anonymement comme compilation et synthèse d'œuvres d'autres écrivains, dont en particulier Guillaume Durand[2]. 
Son champ d'application était plus large que les œuvres de Durand. Il donne des réponses, et ne pose pas seulement des questions, et a pris en compte Magna Carta et des spécificités anglaises que Durand (en tant qu'auteur français) ne pouvait bien comprendre[3]. Ce livre a été largement diffusé, et bien qu'il date d'il y a plus de 650 ans, au moins 13 exemplaires en ont été conservés jusqu'à nos jours[3].
- l’Oculus Sacerdotis était un manuel pour les prêtres et probablement le travail le plus célèbre de Pagula[4]. Il est divisé en trois volumes et aborde les pratiques du confessionnal, de la théologie sacramentelle et du prêche. 
William s'est pour cela largement inspiré du florilège Manipulus flori de Thomas d'Irlande[5] Les volumes ont été complétés par 1326 et ont été décrits comme "profonds, complets et encyclopédique"[6]. Le livre a été édité et réédité en 1358 par John de Burgh comme l’oculi pupilla, et la section de l'ouvrage traitant de la confession a été en usage jusqu'à la fin de Moyen Âge[7].